# Parafia św. Józefa Oblubieńca Najświętszej Maryi Panny w Zalipiu
Parafia św. Józefa Oblubieńca Najświętszej Maryi Panny w Zalipiu – rzymskokatolicka parafia w Zalipiu, położona w dekanacie Dąbrowa Tarnowska w diecezji tarnowskiej.

## Zasięg parafii
Do parafii należą wierni ze wsi: Zalipie, Niwki oraz z części miejscowości Pilcza Żelichowska.

## Historia
Początek parafii datuje się na rok 1925. Wcześniej we wsi istniała dojazdowa kaplica przy działającej od 1905 r. ochronce dla sierot, wokół której koncentrowało się życie religijne późniejszych parafian. Budowa kościoła parafialnego w Zalipiu rozpoczęła się w 1939 r., jednak z powodu działań wojennych ukończono ją dopiero w roku 1948. Poświęcony został 2 lipca 1948. W drugiej połowie lat 70. XX wieku przy świątyni wybudowano nową plebanię. 
Od 2006 roku proboszczem parafii jest ks. Stanisław Nakielski.

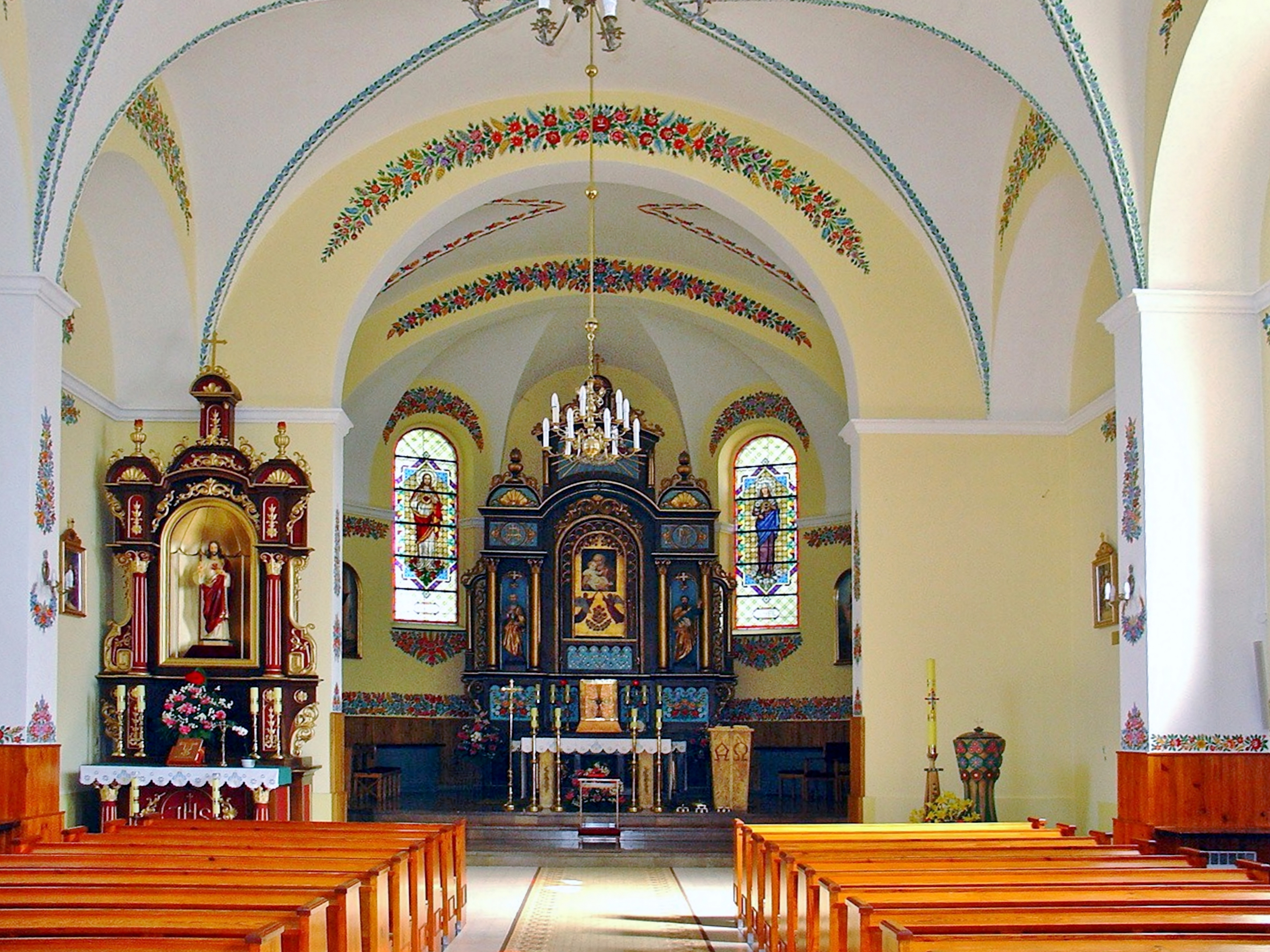
Wnętrze kościoła parafialnego
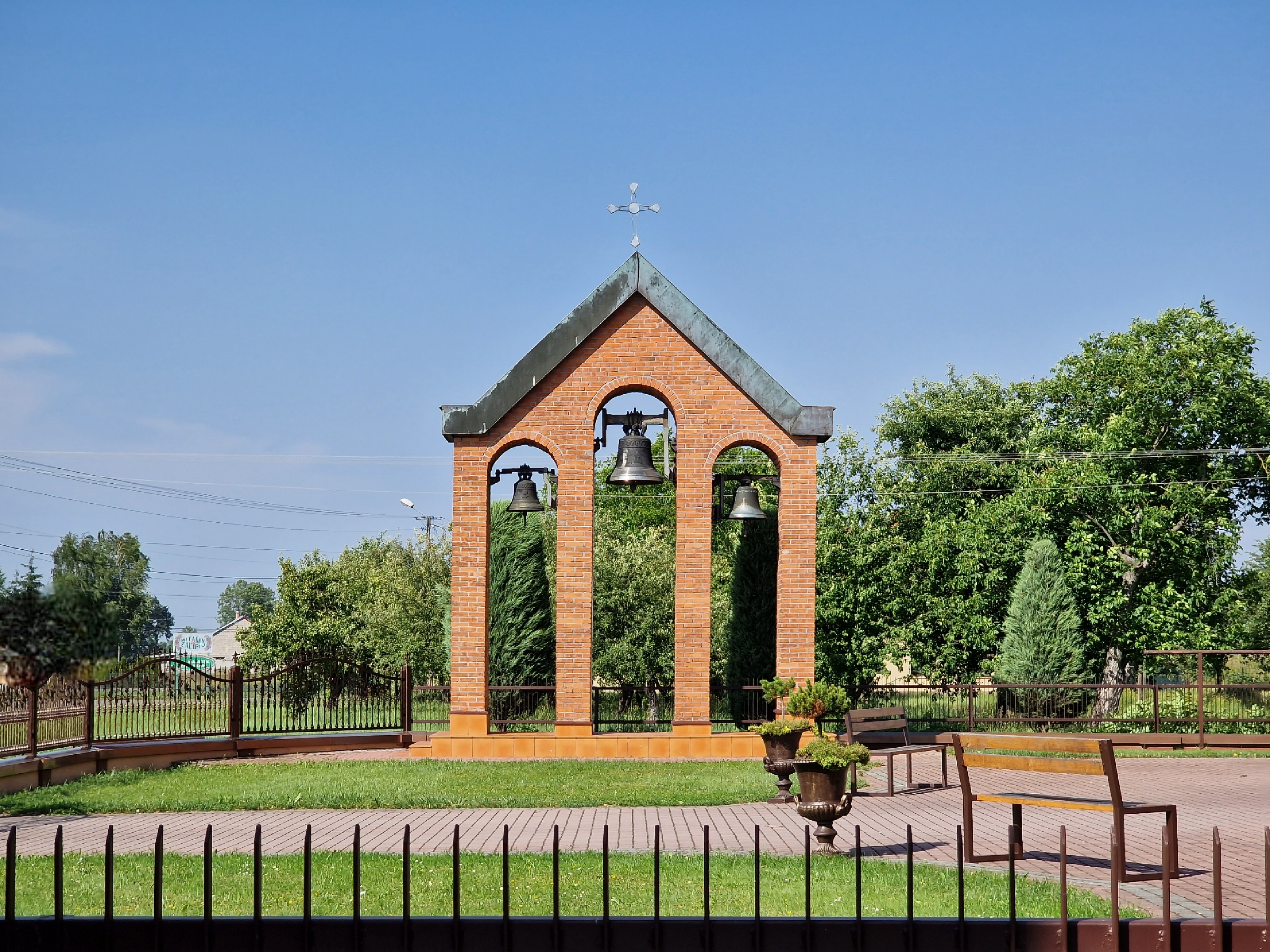
Wolnostojąca dzwonnica przed kościołem
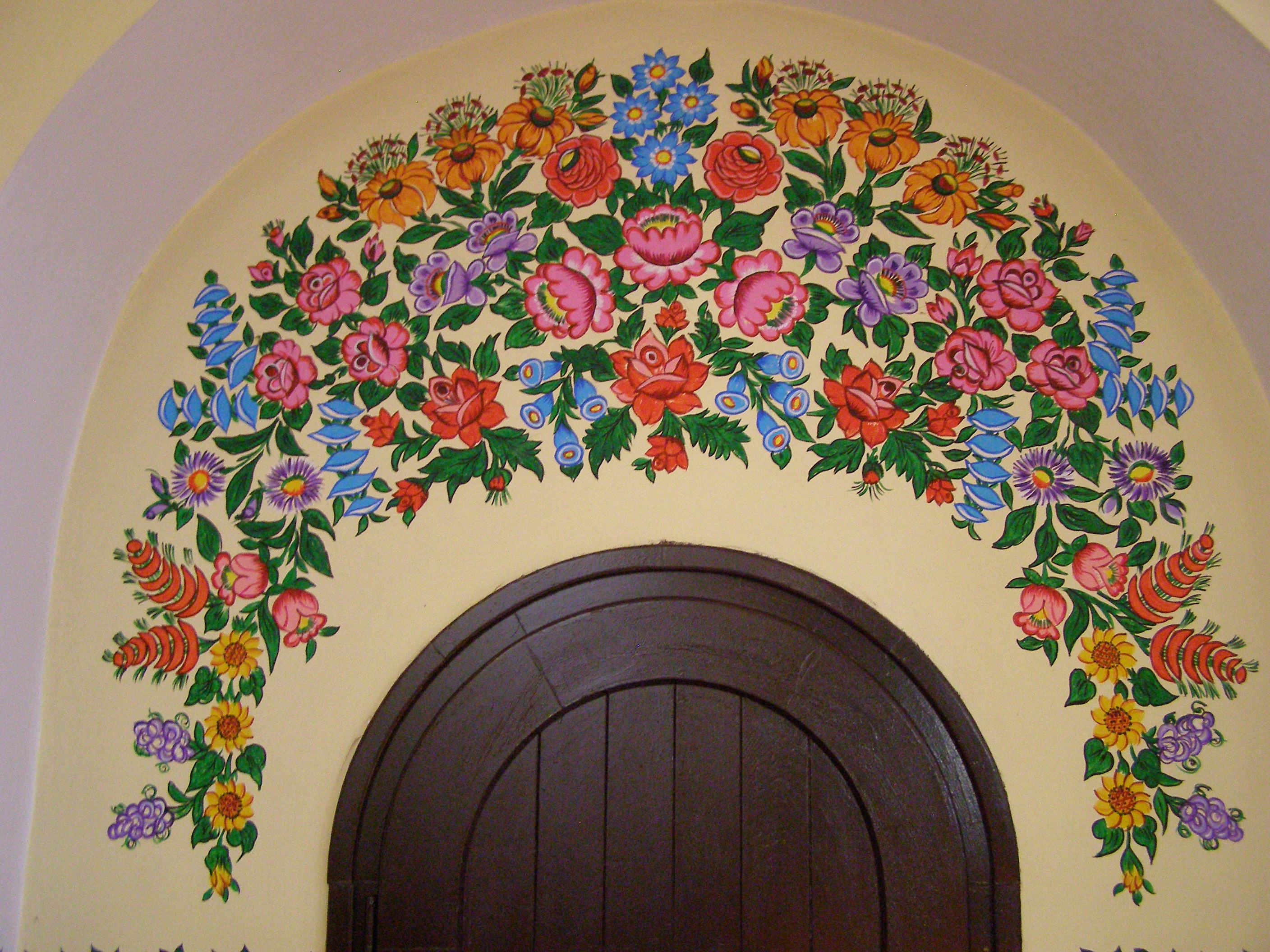
Polichromia w kaplicy w kościele, w stylu zalipiańskim